# フアン・ギリェルメ・ヌネス・ジェズス
フアン・ギリェルメ・ヌネス・ジェズス（Juan Guilherme Nunes Jesus, 1991年6月10日 - ）は、ブラジル・ベロオリゾンテ出身のサッカー選手。元ブラジル代表。SSCナポリ所属。ポジションはDF。

## クラブ経歴

### インテルナシオナル
2007年にSCインテルナシオナルの下部組織に入団。2010-11シーズンにトップチームに昇格し、2010年のコパ・リベルタドーレス優勝に貢献した。

### インテル・ミラノ
2012年1月、イタリアのインテル・ミラノに完全移籍し2016年までの契約を結んだ。同年5月13日のラツィオ戦で、終了間際にディエゴ・ミリートに代わってピッチに立ちセリエAデビューを果たした。翌2012-13シーズン9月16日のトリノ戦で初めて先発出場し、チームの勝利に貢献した。2013-14シーズンからは、背番号を引退したデヤン・スタンコビッチの5番に変更。新任のワルテル・マッツァーリの3バックの布陣において、左CBのレギュラーの座を掴んだ。
2014年11月にロベルト・マンチーニが監督に就任すると、2014-15シーズン終盤から長友佑都に代わって左サイドバックとして起用されるようになった。翌2015-16シーズンでも引き続き左サイドバックを中心に起用されていたが、長友佑都やダニーロ・ダンブロージオの復調もあり、ポジションを失った。

### ローマ
2016年7月14日、ASローマに1000万ユーロでの買い取り義務付きのレンタル移籍した。
2019年1月14日、コッパ・イタリアのヴィルトゥス・エンテッラ戦で右膝半月板を損傷する大怪我を負った。2019年9月、SNS上で人種差別的なメッセージを送られる被害に遭い、ローマはメッセージを送ったファンを永久追放することを発表した。
2021年5月28日、契約満了によりローマを退団することが発表された。

### ナポリ
2021年8月18日、SSCナポリに加入した。契約は1年間。
2023年4月1日、クラブとの契約を2025年6月まで延長した。

## 代表経歴
2011年にU-20ブラジル代表として南米ユース選手権とU-20ワールドカップで優勝を経験。2012年夏にはU-23ブラジル代表としてロンドン五輪に招集。決勝までの全6試合に先発出場（うち5試合はフル出場）し、銀メダルを獲得した。
2012年5月26日、デンマーク代表との親善試合にフル出場し、ブラジルA代表デビューを飾った。

## タイトル

### クラブ
インテルナシオナル
- コパ・リベルタドーレス：2010
- カンピオナート・ガウショ：2011
- レコパ・スダメリカーナ：2011

ナポリ
- セリエA：2022-23

### 代表
- 南米ユース選手権：2011
- FIFA U-20ワールドカップ：2011
- スーペルクラシコ・デ・ラス・アメリカス：2014